# Nuoto ai campionati mondiali di nuoto 2024 - 100 metri farfalla femminili
La gara di nuoto dei 100 farfalla farfalla femminili dei campionati mondiali di nuoto 2024 è stata disputata l'11 e il 12 febbraio 2024 presso l'Aspire Dome di Doha.
Vi hanno preso parte 46 atlete provenienti da 44 nazioni.
La competizione è stata vinta dalla nuotatrice tedesca Angelina Köhler, mentre l'argento e il bronzo sono andati rispettivamente alla statunitense Claire Curzan e alla svedese Louise Hansson

## Podio
| Posizione | Atleta          | Nazionalità |
| --------- | --------------- | ----------- |
| Oro       | Angelina Köhler | Germania    |
| Argento   | Claire Curzan   | Stati Uniti |
| Bronzo    | Louise Hansson  | Svezia      |

## Programma
| Data             | Ora (UTC+3) | Turno      |
| ---------------- | ----------- | ---------- |
| 11 febbraio 2024 | 10:18       | Batterie   |
| 11 febbraio 2024 | 19:12       | Semifinali |
| 12 febbraio 2024 | 19:02       | Finale     |

## Record
Prima della competizione il record del mondo e il record dei campionati erano i seguenti:
| Record mondiale       | 55,48 | Sarah Sjöström Svezia | 7 agosto 2016 Rio de Janeiro, Brasile |
| Record dei campionati | 55,53 | Sarah Sjöström Svezia | 24 luglio 2017 Budapest, Ungheria     |

## Risultati

### Batterie
| Pos. | Batteria | Corsia | Atleta                | Nazionalità         | Tempo   | Note |
| ---- | -------- | ------ | --------------------- | ------------------- | ------- | ---- |
| 1    | 3        | 4      | Angelina Köhler       | Germania            | 56,41   | Q,   |
| 2    | 4        | 4      | Louise Hansson        | Svezia              | 57,45   | Q    |
| 3    | 3        | 5      | Erin Gallagher        | Sudafrica           | 57,59   | Q,   |
| 4    | 5        | 5      | Brianna Throssell     | Australia           | 57,78   | Q    |
| 5    | 5        | 4      | Claire Curzan         | Stati Uniti         | 57,94   | Q    |
| 6    | 4        | 5      | Alexandria Perkins    | Australia           | 58,10   | Q    |
| 7    | 5        | 6      | Chiharu Iitsuka       | Giappone            | 58,35   | Q    |
| 8    | 5        | 3      | Barbora Seemanová     | Rep. Ceca           | 58,37   | Q    |
| 9    | 4        | 2      | Helena Rosendahl Bach | Danimarca           | 58,67   | Q    |
| 10   | 4        | 3      | Anna Ntountounaki     | Grecia              | 58,72   | Q    |
| 11   | 4        | 6      | Nagisa Ikemoto        | Giappone            | 58,73   | Q    |
| 12   | 4        | 0      | Anastasiya Kuliashova |                     | 58,94   | Q    |
| 13   | 3        | 7      | Farida Osman          | Egitto              | 59,11   | Q    |
| 14   | 5        | 2      | Amina Kajtaz          | Croazia             | 59,14   | Q    |
| 15   | 3        | 3      | Katerine Savard       | Canada              | 59,24   | Q    |
| 16   | 3        | 1      | Park Jung-won         | Corea del Sud       | 59,32   | Q    |
| 17   | 3        | 6      | Paulina Peda          | Polonia             | 59,47   |      |
| 18   | 3        | 2      | Quah Jing Wen         | Singapore           | 59,61   |      |
| 19   | 4        | 1      | Paula Juste           | Spagna              | 59,82   |      |
| 20   | 4        | 9      | Gong Zhenqi           | Cina                | 59,87   |      |
| 21   | 4        | 7      | Mariana Pacheco       | Portogallo          | 59,93   |      |
| 22   | 5        | 9      | Laura Lahtinen        | Finlandia           | 1'00"06 |      |
| 23   | 5        | 1      | Valentina Becerra     | Colombia            | 1'00"34 |      |
| 24   | 3        | 8      | Sofia Spodarenko      | Kazakistan          | 1'00"39 |      |
| 24   | 4        | 8      | María José Mata Cocco | Messico             | 1'00"39 |      |
| 26   | 5        | 8      | Natalie Kan           | Hong Kong           | 1'00"50 |      |
| 27   | 5        | 7      | Sonia Laquintana      | Italia              | 1'01"31 |      |
| 28   | 3        | 0      | Kamonchanok Kwanmuang | Thailandia          | 1'01"45 |      |
| 29   | 3        | 9      | Jessica Calderbank    | Giamaica            | 1'01"82 |      |
| 30   | 5        | 0      | Luana Alonso          | Paraguay            | 1'02"33 |      |
| 31   | 2        | 5      | Varsenik Manucharyan  | Armenia             | 1'02"59 |      |
| 32   | 2        | 3      | Ana Nizharadze        | Georgia             | 1'03"28 |      |
| 33   | 2        | 6      | Oumy Diop             | Senegal             | 1'03"97 |      |
| 34   | 2        | 7      | Lia Lima              | Angola              | 1'03"98 |      |
| 35   | 2        | 2      | Imara Thorpe          | Kenya               | 1'04"81 |      |
| 36   | 2        | 8      | María Fernández       | Rep. Dominicana     | 1'05"08 |      |
| 37   | 2        | 1      | Cheang Weng Chi       | Macao               | 1'05"11 |      |
| 38   | 2        | 0      | Rebecca Najem         | Libano              | 1'05"57 |      |
| 39   | 1        | 7      | Mia Laban             | Isole Cook          | 1'07"35 |      |
| 40   | 2        | 9      | Amaya Bollinger       | Guam                | 1'08"15 |      |
| 41   | 1        | 4      | Sara Akasha           | Emirati Arabi Uniti | 1'11"72 |      |
| 42   | 1        | 5      | Naekeisha Louis       | Saint Lucia         | 1'14"92 |      |
| 43   | 1        | 6      | Sonia Khatun          | Bangladesh          | 1'17"86 |      |
| 44   | 1        | 3      | Amylia Chali          | Tanzania            | 1'19"92 |      |
| 45   | 1        | 2      | Leena Mohamedahmed    | Sudan               | 1'36"65 |      |
| -    | 2        | 4      | María Schutzmeier     | Nicaragua           | dns     | dns  |

### Semifinali
| Pos. | Batteria | Corsia | Atleta                | Nazionalità   | Tempo | Note |
| ---- | -------- | ------ | --------------------- | ------------- | ----- | ---- |
| 1    | 2        | 4      | Angelina Köhler       | Germania      | 56,11 | Q,   |
| 2    | 2        | 3      | Claire Curzan         | Stati Uniti   | 57,06 | Q    |
| 3    | 1        | 5      | Brianna Throssell     | Australia     | 57,22 | Q    |
| 4    | 1        | 4      | Louise Hansson        | Svezia        | 57,28 | Q    |
| 5    | 1        | 2      | Anna Ntountounaki     | Grecia        | 57,86 | Q    |
| 6    | 2        | 5      | Erin Gallagher        | Sudafrica     | 57,92 | Q    |
| 7    | 2        | 6      | Chiharu Iitsuka       | Giappone      | 58,01 | Q    |
| 8    | 1        | 3      | Alexandria Perkins    | Australia     | 58,05 | Q    |
| 9    | 2        | 2      | Helena Rosendahl Bach | Danimarca     | 58,15 |      |
| 10   | 1        | 6      | Barbora Seemanová     | Rep. Ceca     | 58,28 |      |
| 11   | 2        | 7      | Nagisa Ikemoto        | Giappone      | 58,61 |      |
| 12   | 2        | 8      | Katerine Savard       | Canada        | 58,73 |      |
| 13   | 1        | 8      | Park Jung-won         | Corea del Sud | 58,75 |      |
| 14   | 1        | 7      | Anastasiya Kuliashova |               | 59,03 |      |
| 15   | 2        | 1      | Farida Osman          | Egitto        | 59,12 |      |
| 16   | 1        | 1      | Amina Kajtaz          | Croazia       | 59,22 |      |

### Finale
| Pos.    | Corsia | Atleta             | Nazionalità | Tempo | Note |
| ------- | ------ | ------------------ | ----------- | ----- | ---- |
| Oro     | 4      | Angelina Köhler    | Germania    | 56"28 |      |
| Argento | 5      | Claire Curzan      | Stati Uniti | 56"61 |      |
| Bronzo  | 6      | Louise Hansson     | Svezia      | 56"94 |      |
| 4       | 3      | Brianna Throssell  | Australia   | 56"97 |      |
| 5       | 2      | Anna Ntountounaki  | Grecia      | 57"62 |      |
| 6       | 8      | Alexandria Perkins | Australia   | 57"68 |      |
| 7       | 7      | Erin Gallagher     | Sudafrica   | 57"83 |      |
| 8       | 1      | Chiharu Iitsuka    | Giappone    | 58"23 |      |